# Anacapri
Anacapri es un municipio italiano localizado en la ciudad metropolitana de Nápoles, región de Campania. Cuenta con 7.003 habitantes en 6,47 km².
Es junto con Capri, uno de los dos municipios (el de mayor extensión) en los que se divide la isla de Capri.
Su nombre deriva del griego 'ànà' (arriba) y Capri.

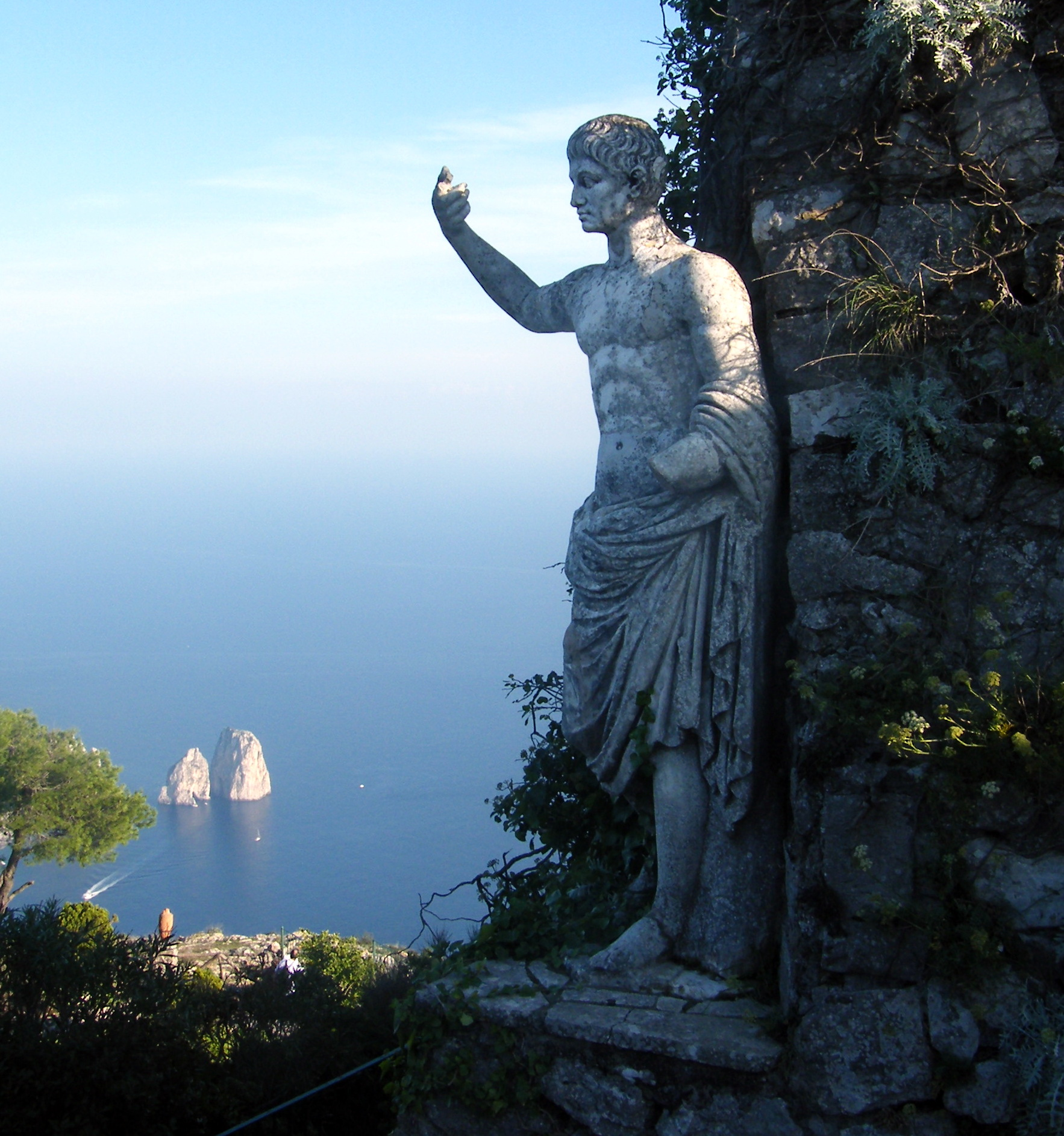
Estatua del Emperador Augusto

Situado en la isla de Capri, se eleva en su lado septentrional el monte Solaro, de 586 metros de altura, desde donde se puede observar una bella panorámica del golfo de Nápoles al golfo de Salerno.

## Curiosidades
El compositor Claude Debussy visitó el lugar y realizó una obra musical en su honor, llamada "Les collines d'Anacapri".

## Demografía
| Gráfica de evolución demográfica de Anacapri entre 1861 y 2011 |
|                                                                |
| Fuente ISTAT - elaboración gráfica de Wikipedia                |

## Galería

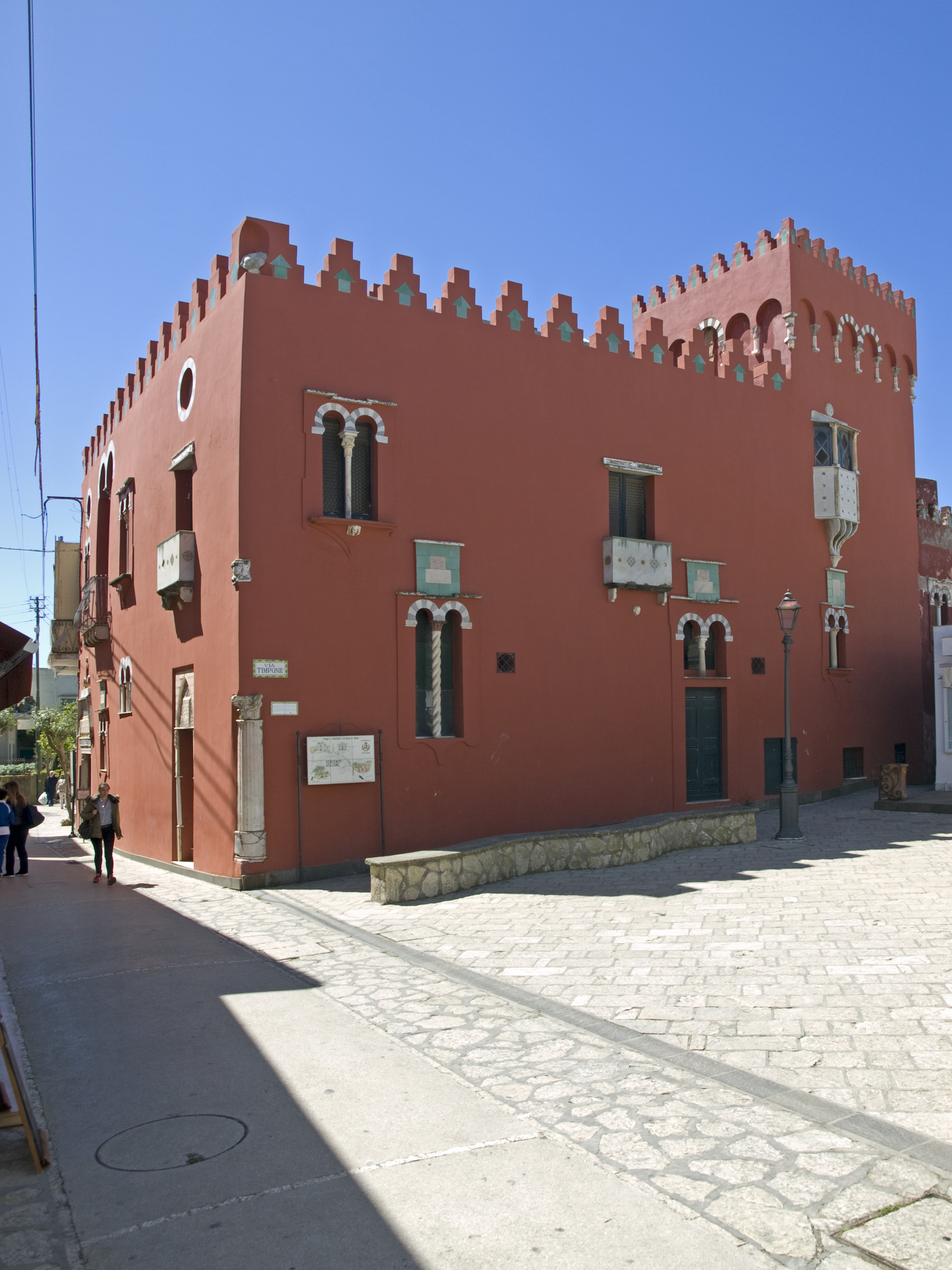
Casa Rossa.
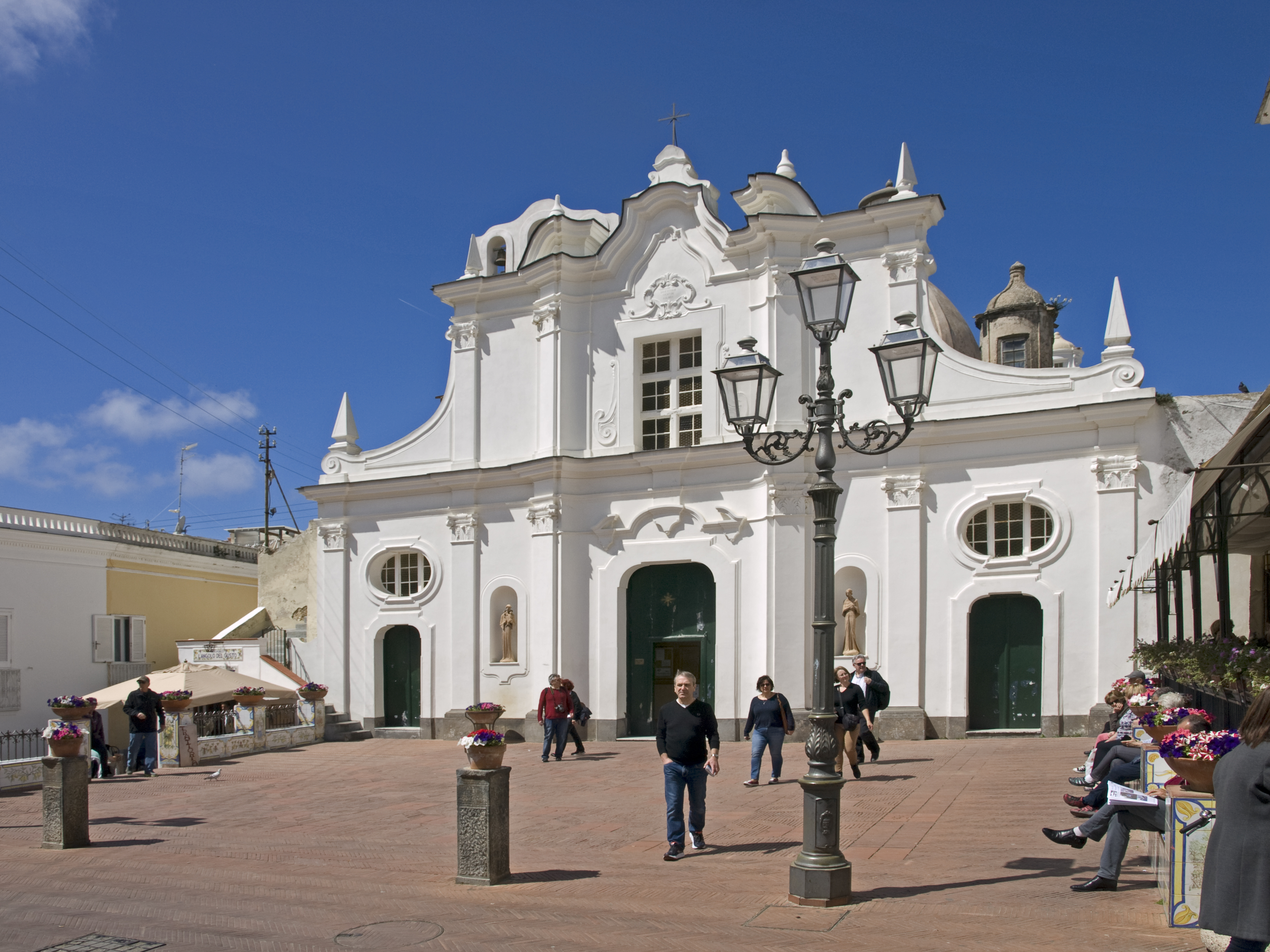
Iglesia de Santa Sofía.
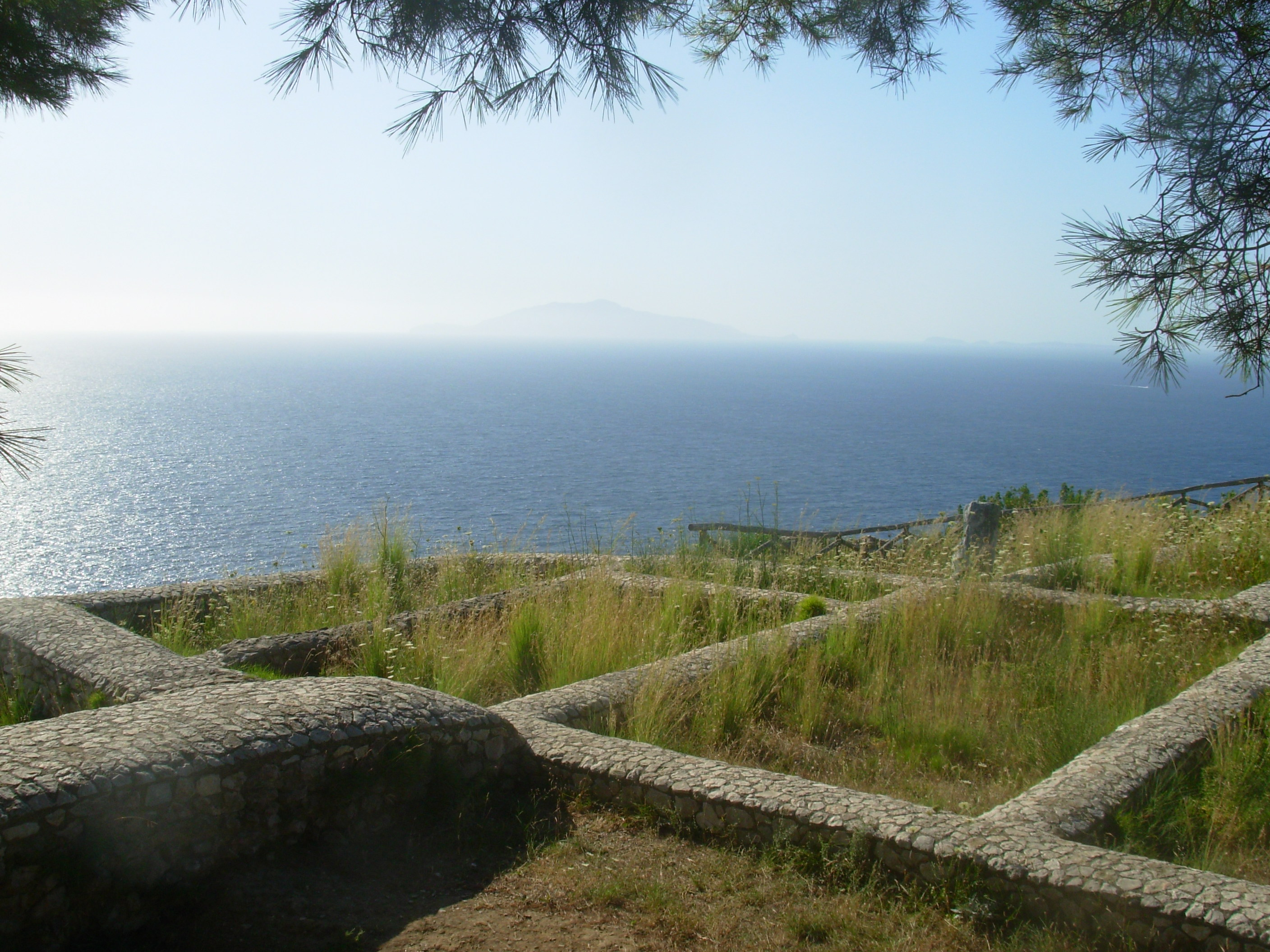
Villa Damecuta.
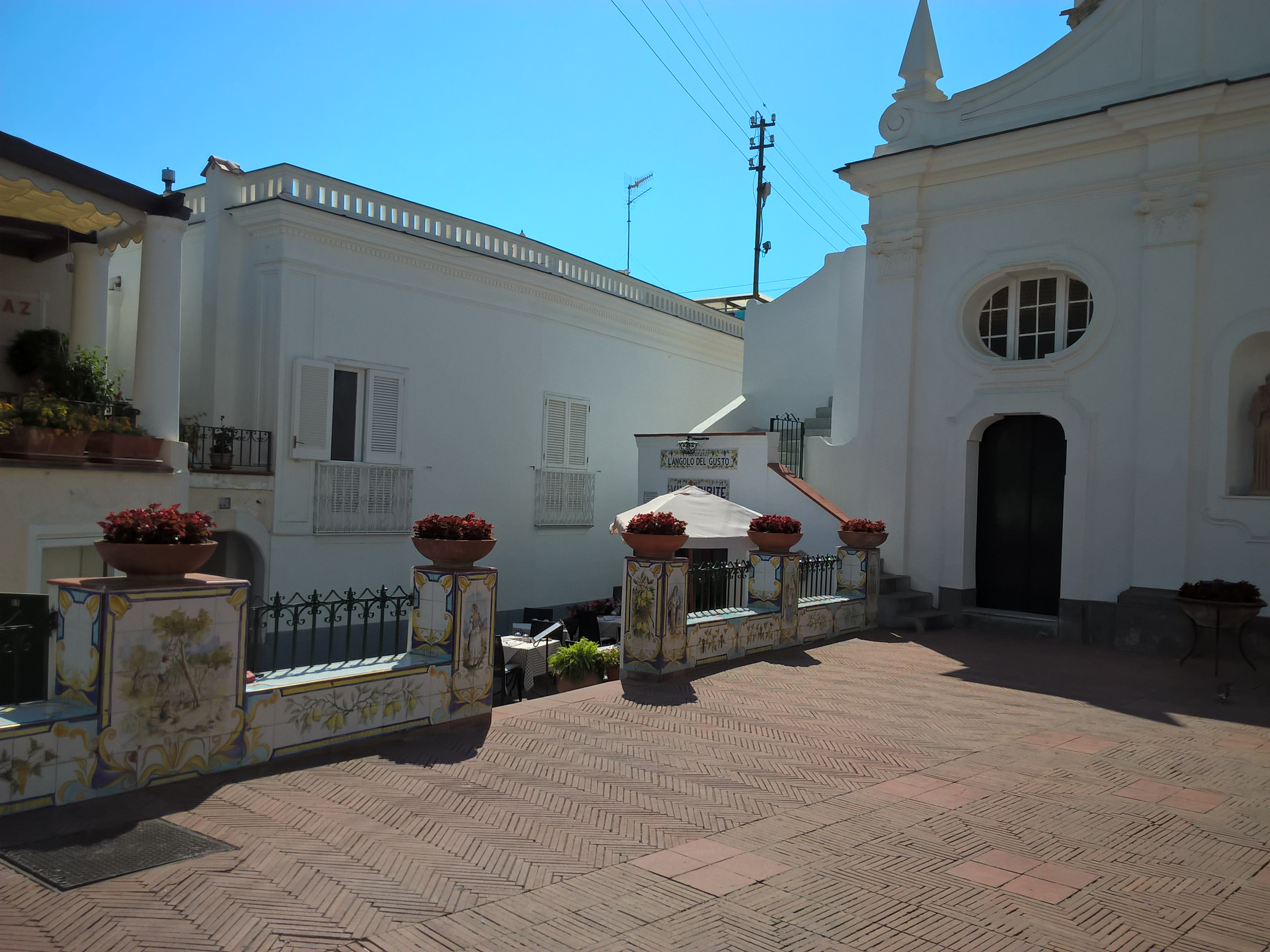
Plaza Diaz con sus mayólicas.
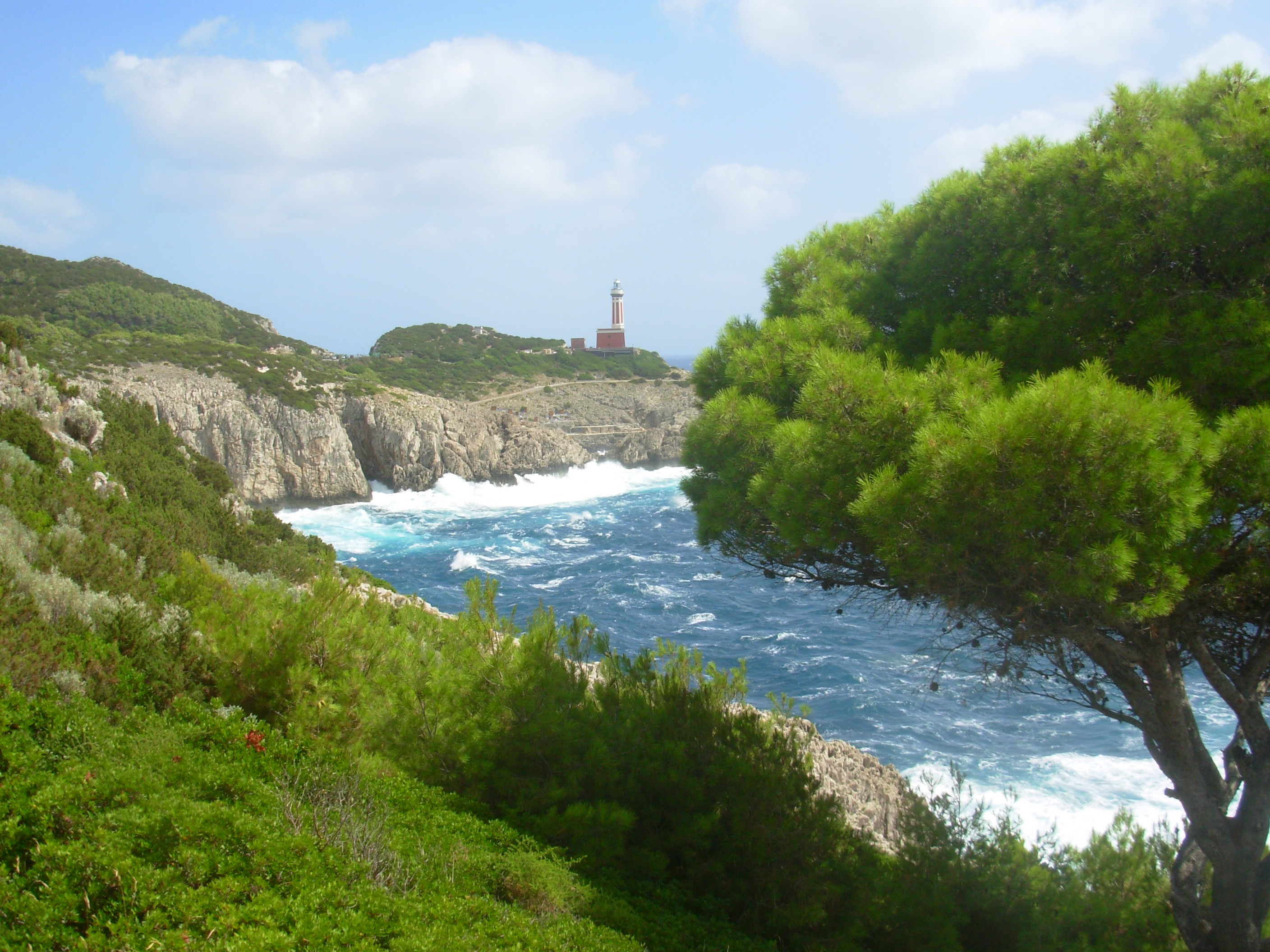
Faro en Punta Carena.
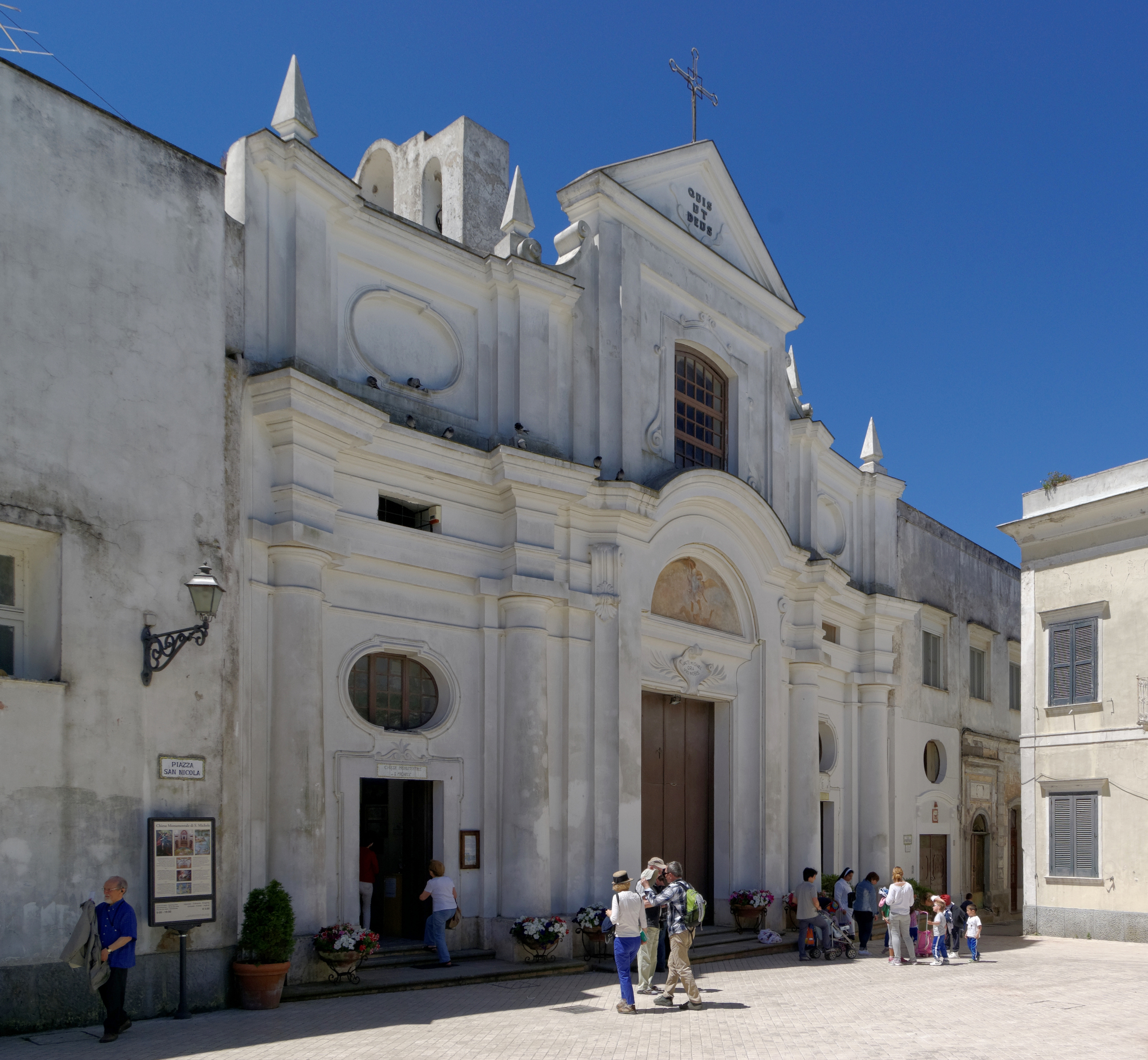
Iglesia de San Miguel.
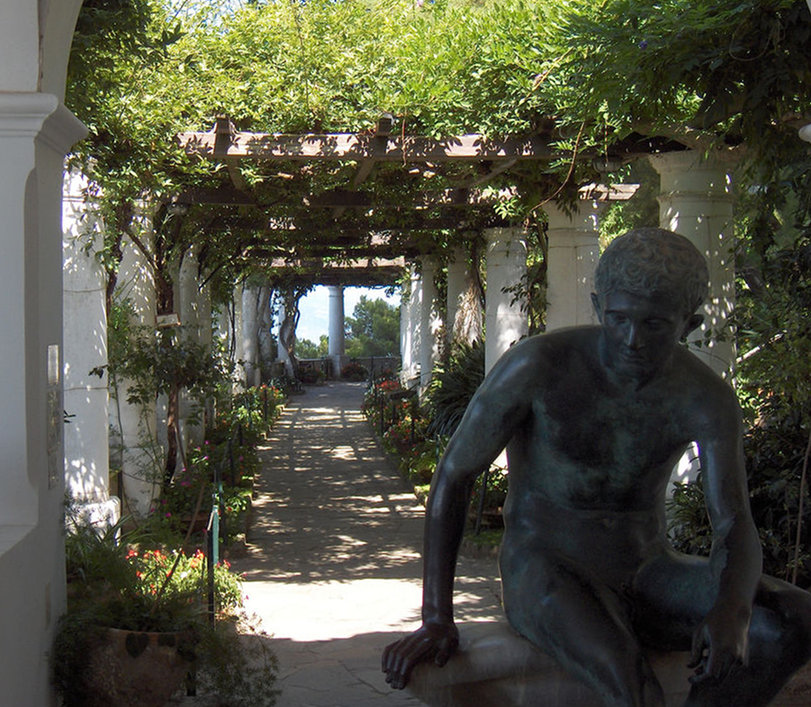
La loggia de Villa San Michele.
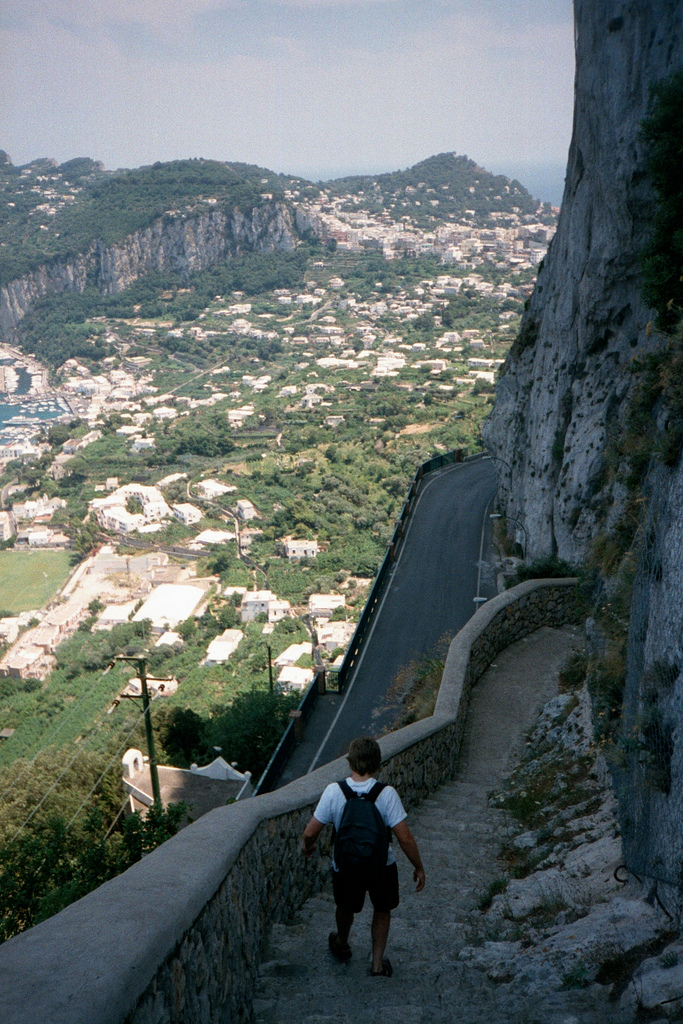
Escalera fenicia.